# Київський інститут кінематографії
Ки́ївський державний інститу́т кінематогра́фії — створений у 1930 році, який в 1935 р. було перейменовано в Київський інститут кіноінженерів (КІКІ).
У 1954 КІКІ був реорганізований в кіноінженерний факультет Київського політехнічного інституту.

## Персоналії

### Випускники
- Артеменко Василь Трохимович — український художник-графік, оформлювач, медальєр.
- Грузов Андрій Миколайович — український звукооператор.
- Давидов Володимир Іванович — український кінооператор.
- Ігнатовський Манус Францович — український кіноінженер.
- Каневський Борис Михайлович — кінорежисер.
- Крупєніна Рема Ісааківна — український звукооператор.
- Матус Григорій Аронович — український звукооператор.
- Мурін Йосиф Євсейович — український і російський кінорежисер.
- Озиранський Юрій Михайлович — український звукорежисер.
- Радченко Віктор Володимирович — кінооператор.
- Тартаковський Ісак Йосипович — український художник.
- Трахтенберг Натан Соломонович — радянський український звукооператор.
- Трегубова Ірина Іллівна — радянський український кінооператор комбінованих зйомок.
- Філіппов Віталій Костянтинович — український кінооператор.
- Христич Галина Якимівна — радянський український кінооператор.
- Шимон Олександр Олексійович — український кінознавець.
- Яновер Давид Захарович (1905—1972) — український організатор кіновиробництва.